# Elsie Lessa
Elsie Pinheiro Lessa (São Paulo, 5 de abril de 1914 – Cascais, 17 de maio de 2000) foi uma jornalista e cronista brasileira.
Elsie Lessa era filha do tradutor Albertino Pinheiro e de Maria Júlia Ribeiro, neta do escritor e gramático Júlio Ribeiro, membro da Academia Brasileira de Letras. Na juventude, embora natural de São Paulo, foi considerada uma das duas mais belas mulheres do Rio de Janeiro — a outra era Adalgisa Nery. O cronista Rubem Braga a seguiu pelas ruas de São Paulo, fascinado pela sua beleza e graça.
Entrou no jornal O Globo como repórter, em 1946. Sobre ela, o escritor Ruy Castro disse: "Elsie tem seu lugar ao lado dos maiores cronistas da língua portuguesa, como Rubem Braga, Paulo Mendes Campos e Fernando Sabino". Escreveu e publicou sem interrupção de 1952 a 2000, quando morreu aos 86 anos. Nenhum outro escritor teve um espaço por tanto tempo nas páginas do jornal.
Foi casada com o escritor e também imortal Orígenes Lessa, com quem teve um filho, o jornalista, cronista e escritor Ivan Lessa. Foi casada, pela segunda vez, com o jornalista e escritor Ivan Pedro de Martins.